# Вердюры
Вердюры (в буквальном переводе с нормандского языка «зеленщики») появились в Нормандской Англии в начале XII века как управляющая часть административной иерархии английских королевских лесов, которые Вильгельм Завоеватель перевёл в разряд охотничьих угодий короны. Название вердюр впервые упоминается в 1218 г. и восходит к романскому корню ‘verde’, означающему «зелёный». Вердюры расследовали крупные и мелкие преступления, связанные с нарушением правил использования лесных угодий, то есть фактически являлись организованной гильдией егерей. В современной Англии, к примеру, вердюры следят за выполнением регламента по выпасу свиней на плодокорме в Нью-Форесте.
Собор зеленщиков или вердюров (англ. Court of Verderers; ранее фр. Court de Verdeurs) — совет егерей в Великобритании, которые ведают землей и лесными угодьями в королевском охотничьем домене, являющемся частью собственности британской королевской семьи.